# Berlenti Abdul Hamid
Berlenti Abdel Hamid (20 de novembro de 1935 - 1 de dezembro de 2010) foi uma atriz de cinema egípcia, ícone da chamada era de ouro do cinema daquele país . Ela foi casada com Abdel Hakim Amer, o primeiro vice-presidente do ex-presidente egípcio Gamal Abdel Nasser .

## Carreira

### Primeiros anos
Nascida no Cairo como Nefisa Abdel-Hamid Hawass, Berlenti ingressou no Instituto Superior de Artes Dramáticas depois de finalizar seus estudos secundários. O actor e produtor Zaky Tolaymaat persuadiu-a de iniciar estudos de atuação ao dar-se conta de seu potencial dramático. A partir de então começou a atuar em obras de teatro locais, dantes de provar sorte na indústria cinematográfica .

### Reconhecimento
Abdel lançou sua carreira no cinema egípcio com um papel coadjuvante no filme Raya wa Sekina de 1953, dirigido por Salah Abouseif e estrelado pelo consagrado ator Anwar Wagdi. Seu papel no filme chamou a atenção dos produtores egípcios, então ele apareceu logo em seguida no thriller dramático de Mahmoud Zulfikar, Rannet el kholkhal (1955), onde dividiu o papel principal com Mariam Fakhr Eddine, uma das atrizes mais proeminentes do cinema egípcio da década de 1950 . A partir daí seu rosto começou a se tornar familiar nas produções cinematográficas de seu país, com participações importantes em filmes como Darb al-mahabil, Hub wa insania, Ismail Yassine fil madhaf el shami, Hareb minel hub e Soultan . Ele fechou a década de 1950 com um papel principal no filme Sirr taqiyyat al ikhfa de Niazi Mostafa, lançado em 1959 .
Na década de 1960, sua presença em filmes egípcios permaneceu notável . Ele começou a década com um papel principal no filme de Youssef Maalouf, Ahlam al banat, dividindo a cena com Marie Munib e Abdul Salam al Nabulsi. Em seguida, ele apareceu no filme Nida al'ushshaq, dirigido por Youssef Chahine e estrelado por Berlenti junto com Shukry Sarhan e Farid Shawqi . Em 1964, sua interpretação de Hamida no popular filme El shayatin el talata se tornou uma de suas performances mais lembradas. Na década de 1970, sua presença no cinema egípcio começou a diminuir gradualmente .

## Morte
Abdul Hamid faleceu no hospital das forças armadas na cidade do Cairo em 1 de dezembro de 2010 após sofrer um derrame .

## Filmografia em destaque

### Cinema
- 1964 - O shayatin o talata
- 1961 - Nida al'ushshaq (como Berlanty Abdel Hamid)
- 1960 - Ahlam al banat (como Berlanty Abdel Hamid)
- 1959 - Sirr taqiyyat al ikhfa
- 1958 - Soultan (como Berlanty Abdel Hamid)
- 1957 - Hareb minel hub (como Berlanty Abdel Hamid)
- 1957 - Hayat Ghania (como Berlanty Abdel Hamid)
- 1957 - Ismail Yassine fil madhaf el shami (como Berlanty Abdel Hamid)
- 1956 - Hub wa insania (como Berlanty Abdel Hamid)
- 1955 - Darb al-mahabil (como Berlanty Abdel Hamid)
- 1955 - Rannet o kholkhal (como Berlanty Abdel Hamid)
- 1953 - Raya wa Sekina (como Berlanty Abdel Hamid)